# Liste der Monuments historiques in Saint-Marcel (Ardennes)
Die Liste der Monuments historiques in Saint-Marcel führt die Monuments historiques in der französischen Gemeinde Saint-Marcel auf.

## Liste der Immobilien
| Bezeichnung                  | Beschreibung                        | Standort                                 | Kennzeichnung | Schutzstatus | Datum | Bild           |
| ---------------------------- | ----------------------------------- | ---------------------------------------- | ------------- | ------------ | ----- | -------------- |
| Allée couverte von Giraumont | Grabbau der Seine-Oise-Marne-Kultur | Giraumont, nordwestlich des Ortes (Lage) | PA00078502    | Classé       | 1960  | weitere Bilder |
| Kapelle Trois-Maries         | zwischen 1506 und 1513 erbaut       | Giraumont, rue du Villageron (Lage)      | PA00078503    | Inscrit      | 1972  | weitere Bilder |
| Kirche St-Marcel             | aus dem 16. Jahrhundert             | Saint-Marcel, rue du Four à Chaux (Lage) | PA00078504    | Classé       | 1011  | weitere Bilder |

## Liste der Objekte
| Bezeichnung                                   | Beschreibung                                                                       | Standort                                      | Kennzeichnung | Schutzstatus    | Datum     | Bild |
| --------------------------------------------- | ---------------------------------------------------------------------------------- | --------------------------------------------- | ------------- | --------------- | --------- | ---- |
| Kelch (1)                                     | Silber, 16. Jahrhundert                                                            | Saint-Marcel, in der Kirche St-Marcel (Lage)  | PM08001285    | Inscrit         | 2010      |      |
| Reliquiar                                     | Kupfer, vergoldet, 16. Jahrhundert                                                 | Saint-Marcel, in der Kirche St-Marcel (Lage)  | PM08001286    | Inscrit         | 2010      |      |
| Grabstein für Gratien Maillard und seine Frau | Stein, 16. Jahrhundert                                                             | Saint-Marcel, in der Kirche St-Marcel (Lage)  | PM08000466    | Classé          | 1908      |      |
| Skulptur Knieende heilige Maria Magdalena     | Holz, farbig gefasst, 16. Jahrhundert; Teil der Skulpturengruppe Beweinung Christi | Giraumont, in der Kapelle Trois-Maries (Lage) | PM08000469    | Classé          | 1933      |      |
| Skulptur Jean Lhommelet                       | Stein, farbig gefasst, nach 1513                                                   | Giraumont, in der Kapelle Trois-Maries (Lage) | PM08000473    | Classé          | 1933      |      |
| Skulptur einer Frau                           | Holz, 16. Jahrhundert; Teil der Skulpturengruppe Beweinung Christi                 | Giraumont, in der Kapelle Trois-Maries (Lage) | PM08000472    | Classé          | 1933      |      |
| Vier Reliefs                                  | Holz, 16. Jahrhundert                                                              | Saint-Marcel, in der Kirche St-Marcel (Lage)  | PM08000664    | Classé gelöscht | 1957 1958 |      |
| Kirchenfenster                                | bezeichnet 1580                                                                    | Saint-Marcel, in der Kirche St-Marcel (Lage)  | PM08000467    | Classé          | 1911      |      |
| Pietà                                         | Holz, farbig gefasst, 16. Jahrhundert; Teil der Skulpturengruppe Beweinung Christi | Giraumont, in der Kapelle Trois-Maries (Lage) | PM08000468    | Classé          | 1933      |      |
| Drei Skulpturen: Die drei heiligen Frauen     | Holz, 16. Jahrhundert; Teil der Skulpturengruppe Beweinung Christi                 | Giraumont, in der Kapelle Trois-Maries (Lage) | PM08000471    | Classé          | 1933      |      |
| Skulptur Johannes                             | Holz, farbig gefasst, 16. Jahrhundert; Teil der Skulpturengruppe Beweinung Christi | Giraumont, in der Kapelle Trois-Maries (Lage) | PM08000470    | Classé          | 1933      |      |
| Inschriftenstein                              | Stein, bezeichnet 1513                                                             | Giraumont, in der Kapelle Trois-Maries (Lage) | PM08000474    | Classé          | 1933      |      |
| Kreuzigungsgruppe                             | Holz, farbig gefasst, 16. Jahrhundert                                              | Giraumont, in der Kapelle Trois-Maries (Lage) | PM08000475    | Classé          | 1964      |      |
| Kelch (2)                                     | Silber, vergoldet, 16. Jahrhundert                                                 | Saint-Marcel, in der Kirche St-Marcel (Lage)  | PM08001284    | Inscrit         | 2010      |      |